# Wish You Were Here (singel)
"Wish You Were Here" – trzeci singiel kanadyjskiej piosenkarki Avril Lavigne z jej czwartego albumu Goodbye Lullaby. Utwór napisali: Avril Lavigne, Max Martin i Shellback, a wyprodukowany została przez dwóch ostatnich. Piosenka zadebiutowała na 99 pozycji na Billboard Hot 100 i na 64 na Canadian Hot 100. W Polsce premiera nowego klipu miała miejsce 12 września 2011 roku

## Tło
W wywiadzie z The Caprice, Lavigne poinformowała, że piosenka zostanie wydana jako trzeci singel z płyty "Goodbye Lullaby".

## Teledysk
9 sierpnia, na oficjalnej stronie internetowej artystki, Lavigne wkleiła zdjęcia z kręcenia teledysku do "Wish You Were Here"; jedno z czerwonym kwiatem, a drugie, gdy leży na drewnianej podłodze. Lavigne twierdzi, że teledysk będzie bardzo surowy, w przeciwieństwie do jej poprzednich teledysków: "What the Hell" i "Smile". Potwierdzono, że za reżyserię filmu odpowiedzialny jest Marc Webb. W dniu 8 września Avril Lavigne napisała na swoich kontach na portalu twitter i Facebook: "teledysk do piosenki "Wish You Were Here" wychodzi jutro (i łzy... nie przez cebulę!!)" potwierdzając, że klip zostanie wydany 9 września.
W teledysku widzimy Lavigne w pokoju pełnym liści. Artystka wstaje z podłogi i zaczyna śpiewać. Następnie wyrywa płatki z kwiatka, a potem go podpala go zapalniczką. Gdy śpiewa dlalej, zaczyna płakać, przez co rozmazuje jej się cień do powiek. Następnie Lavigne zanurza się w wannie, po czym nagle z niej wychodzi. Na koniec Avril znika.

## Przyjęcie
Jody Rosen opisał ją dla magazynu Rolling Stone jako "potężną balladę". Stephen Thomas Erlewine z Allmusic oznaczył "Wish You Were Here" jako jedną z najciekawszych z albumu.

## Lista odtwarzania
Digital download
1. "Wish You Were Here" – 3:45

## Personel
- tekst piosenki – Avril Lavigne, Max Martin, Shellback
- produkcja i nagranie -  Max Martin, Shellback
- audio engineering – Michael Ilbert
- miksowanie – Serban Ghenea
- audio engineering – John Hanes
- mix engineer – Tim Roberts
- perkusja, gitara i gitara basowa – Shellback
- keyboard – Max Martin

## Notowania
| Chart (2011)                  | Peak position |
| ----------------------------- | ------------- |
| Kanada (Canadian Hot 100)     | 64            |
| Korea Południowa (Gaon Chart) | 6             |
| US Billboard Hot 100          | 99            |